# تبدیل موجک

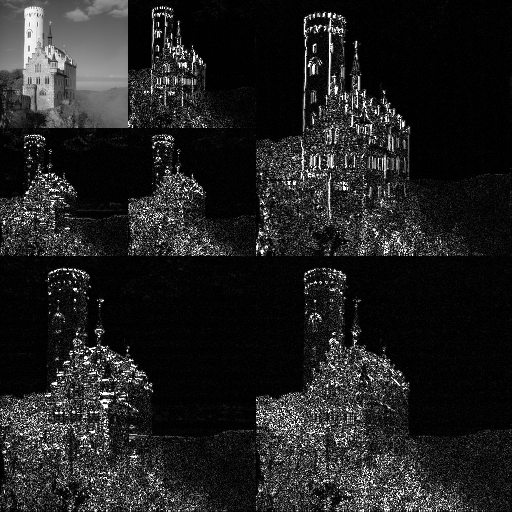
مثالی از تبدیل موجک گسسته دو بعدی که در JPEG 2000 بکار می‌رود.

در ریاضیات، یک سری موجک نمایشی از یک تابع مربع انتگرال پذیر (با ارزش واقعی یا مختلط) توسط یک سری یکامتعامد معینی است که توسط یک موجک تولید می‌شود. این مقاله یک تعریف رسمی و ریاضی از موجک یکامتعامد و تبدیل موجک انتگرالی ارائه می‌کند.

## تبدیل‌های موجک
تعداد زیادی تبدیل موجک وجود دارد که لیست آن را می‌شود در فهرست تبدیل‌های مرتبط با موجک مشاهده نمود. معمول‌ترین این تبدیل‌ها عبارتند از:
- تبدیل موجک پیوسته (Continuous wavelet transform (CWT
- تبدیل موجک گسسته Discrete wavelet transform (DWT)
- تبدیل سریع موجک Fast wavelet transform (FWT)
- Lifting scheme
- تجزیه بسته‌های موجکWavelet packet decomposition (WPD)
- تبدیل موجک ساکن Stationary wavelet transform (SWT)